# Папоротно (Ленинградская область)
Папоротно — деревня в Пашском сельском поселении Волховского района Ленинградской области.

## История
Деревня Папоротки упоминается в переписи 1710 года в Рождественском Пашском погосте Заонежской половины Обонежской пятины.
На карте Санкт-Петербургской губернии Ф. Ф. Шуберта 1834 года, на левом берегу реки Паша упоминаются две деревни Папоротна.

ПАПОРТНО — деревня принадлежит титулярному советнику Головину, число жителей по ревизии: 4 м. п., 5 ж. п. (1838 год)

Две соседние деревни Папоротна отмечены на карте Ф. Ф. Шуберта 1844 года.

НИЖНЕЕ ПАПОРОВИКОВО — деревня господина Ефремова Виктора, по просёлочной дороге, число дворов — 2, число душ — 4 м. п. (1856 год)

ПАПОРТНО (ПАПОРОТНО) — мыза владельческая при реке Паше, число дворов — 2, число жителей: 11 м. п., 10 ж. п.

ПАПОРОТНО ДАЛЬНЕЕ — деревня владельческая при реке Паше, число дворов — 1, число жителей: 2 м. п., 3 ж. п (1862 год)

Согласно карте из «Исторического атласа Санкт-Петербургской Губернии» 1863 года на левом берегу реки Паша существовали две смежных деревни Папоротно.
Согласно материалам по статистике народного хозяйства Новоладожского уезда 1891 года имение при селении Папоротно площадью 436 десятин принадлежало местным крестьянам В. и Т. А. Колчиным, имение было приобретено в 1879 году за 4700 рублей, в имении сдавалась в аренду лавка и дача.
Согласно епархиальным сведениям 1899 года деревня относилась к приходу церкви Рождества Христова Пашского погоста в Надкопанье.
В конце XIX — начале XX века деревня административно относилась к Николаевщинской волости 3-го стана Новоладожского уезда Санкт-Петербургской губернии.
По данным «Памятной книжки Санкт-Петербургской губернии» за 1905 год деревня называлась Петоротно и входила в состав Рыбежского сельского общества.
С 1917 по 1923 год деревня Папоротно входила в состав Рыбежинского сельсовета Николаевщинской волости Новоладожского уезда.
С 1923 года в составе Пашской волости Волховского уезда.
С 1927 года в составе Емского сельсовета Пашского района.
С 1928 года в составе Пашского сельсовета.
По данным 1933 года деревня Папоротно входила в состав Пашского сельсовета Пашского района.

Деревня Папоротно на карте 1940 года

С 1955 года в составе Новоладожского района.
В 1958 году население деревни Папоротно составляло 105 человек.
С 1963 года в составе Волховского района.
По данным 1966 и 1973 годов деревня Папоротно также входила в состав Пашского сельсовета Волховского района.
По данным  1990 года деревня Папоротно входила в состав Рыбежского сельсовета Волховского района.
В 1997 году в деревне Папоротно Рыбежской волости проживали 180 человек, в 2002 году — 166 человек (русские — 94 %).
В 2007 году в деревне Папоротно Пашского СП — 151, в 2010 году — 118.

## География
Деревня расположена в северо-восточной части района близ автодороги 41К-021 (Паша — Часовенское — Кайвакса).
Расстояние до административного центра поселения — 2,5 км.
Расстояние до ближайшей железнодорожной станции Паша — 8 км.
Деревня находится на правом берегу реки Паша.

## Демография
| 1838 | 1862 | 1997 | 2002 | 2007 | 2010 | 2012 |
| ---- | ---- | ---- | ---- | ---- | ---- | ---- |
| 9    | ↗26  | ↗180 | ↘166 | ↘151 | ↘118 | ↗143 |
| 2017 |      |      |      |      |      |      |
| ↗155 |      |      |      |      |      |      |

### Национальный состав
Согласно данным Всероссийской переписи населения 2021 года в деревне проживали 95 человек, из них:
 русские — 91 человек, остальные национальность не указали.

## Улицы
Солнечная.